# Zona de ocupación soviética
La Zona de ocupación soviética de Alemania (en ruso: Советская зона Германии, romanizado: Sovétskaya zona Germanii; en alemán: Sowjetische Besatzungszone Deutschlands; SBZ) fue una área al este de Alemania ocupada por la Unión Soviética desde 1945, al finalizar la Segunda Guerra Mundial en Europa.
Áreas significativas de lo que sería la zona soviética de Alemania no fueron traspasadas a los soviéticos hasta unos meses después del fin de las hostilidades, habiendo sido primero ocupadas por fuerzas estadounidenses. En julio de 1945, los estadounidenses se retiraron de la línea de contacto en Alemania hacia las fronteras de ocupación acordadas. El 7 de octubre de 1949, la zona de su ocupación se convirtió en una república socialista llamada República Democrática Alemana, también conocida como Alemania Oriental.

## Historia
La SBZ fue una de las cuatro zonas de ocupación aliada en Alemania creadas al finalizar el conflicto en Europa. De conformidad con el acuerdo alcanzado en la Conferencia de Potsdam, la Administración Militar Soviética en Alemania (Sowjetische Militäradministration in Deutschland, o SMAD) obtuvo el control sobre las regiones orientales de Alemania.

### Reformas políticas
El 10 de junio de 1945, las autoridades soviéticas convocaron a elecciones en su zona de ocupación, fijando la fecha para octubre de 1946 e indicando que solo podrían participar «partidos antifascistas» para excluir así la posibilidad de que antiguos nazis intentaran recuperar el poder. Se presentaron el Partido Comunista de Alemania (KPD), el Partido Socialdemócrata de Alemania (SPD), la Unión Demócrata Cristiana de Alemania (CDU) y el Partido Liberal Democrático de Alemania (LDPD).
El predominio comunista sobre los partidos tradicionales de izquierda se consolidó cuando, en abril de 1946, el SPD y el KPD de la zona soviética se fusionaron en el nuevo Partido Socialista Unificado de Alemania (SED), bajo presión de la Unión Soviética. Los socialdemócratas en la zona occidental, y particularmente su líder Kurt Schumacher, condenaron esta unificación forzosa. No obstante, el proceso de fusión entre las fuerzas comunistas y socialdemócratas seguía las mismas pautas de lo que por aquel entonces estaba ocurriendo en los países de la Europa del Este que se hallaban bajo dominio o influencia soviética.

...se celebró una consulta que en los sectores occidentales utilizó el sistema de voto secreto, aunque los soviéticos lo prohibieron en su zona y confiscaron las urnas allí donde fueron instaladas. En el oeste, donde habían sido la primeras votaciones libres y secretas desde 1932, los resultados fueron desastrosos para los rusos: 29 610 votos en contra y solo 2937 a favor de la unión. Debido al carácter no deseado de tal unión, la Administración Militar Soviética se esforzó durante años en eliminar las desconfianzas mutuas de las dos facciones izquierdistas recién unificadas, sobre todo de los socialistas que dijeron haber sido postergados de toda decisión por sus nuevos «aliados» comunistas y por la propia administración soviética. En las elecciones de octubre de 1946, el recién fundado SED ganó la mayor parte de los votos emitidos en la zona de ocupación soviética, pero fue derrotado en la ciudad de Berlín, donde los socialistas locales habían rechazado la unión forzosa con los comunistas. El SED obtuvo un 19,8% de los votos, incluso lejos de la CDU (22,2%) y menos de la mitad que el SPD.

...desde muy pronto se les requirió que todos trabajaran juntos bajo una coalición llamada "Bloque Democrático"... más tarde se denominaría Frente Nacional.

### Hacia un Estado alemán
En noviembre de 1948, la Comisión Económica Alemana (Deutsche Wirtschaftskommission) asumió la autoridad administrativa en la Alemania oriental bajo supervisión soviética.
Paralelamente, desde finales de 1948 los movimientos de los partidos políticos en la Trizona llevaron a la fundación de la República Federal de Alemania (RFA) en el mes de mayo de 1949 y a la celebración de Elecciones federales en el mes de agosto. Un mes después se constituía un gobierno bajo la dirección del conservador Konrad Adenauer.
Estos acontecimientos cogieron por sorpresa tanto a los soviéticos como a las autoridades alemanas de la zona oriental: La creación de un Estado alemán por parte de las potencias occidentales fue visto por Moscú como un desafío, dado que el nuevo país se hallaba claramente enmarcado dentro de su zona de influencia y había sido fundado sin contar con la URSS. Por otro lado, en el marco de la cooperación aliada este hecho obligaría a los soviéticos a integrar su zona de ocupación en el nuevo Estado alemán, y de este modo, la zona quedaría bajo jurisdicción de la RFA y fuera de la esfera de su influencia soviética.
El 7 de octubre de 1949, la zona soviética se transformó en un nuevo Estado alemán con la entrada en vigor de una nueva constitución y con ella, la proclamación de la República Democrática Alemana (RDA) con la capital en Berlín.
El 5 de noviembre, la Administración militar soviética fue abolida y reemplazada por una Comisión de Control (Sowjetische Kontrolkommission), aunque ésta no entregaría formalmente todos sus poderes y responsabilidades al gobierno de la RDA hasta el 11 de noviembre de 1949. Técnicamente, la ocupación militar finalizó en 1955, cuando los soviéticos retiraron al Alto comisionado y normalizaron las relaciones diplomáticas con la RDA. Sin embargo, dado el contexto de la Guerra fría, en la Alemania oriental siguieron permaneciendo numerosas unidades del Ejército soviético dentro del llamado Grupo de Fuerzas Soviéticas en Alemania.

## Organización territorial
En 1945, la SBZ consistía principalmente en territorios pertenecientes a Prusia. Después de que esta fuese disuelta por las potencias Aliadas en 1947, el área fue dividida entre los nuevos estados federados (Länder) de Brandeburgo, Mecklemburgo, Sajonia, Sajonia-Anhalt y Turingia. No onbstante, tras la creación de la RDA, en 1952 los "Länder" serían disueltos por las autoridades de la Alemania oriental y realineados en catorce distritos (Bezirke), más el distrito de Berlín Oriental.

## Comandantes militares y comisionados

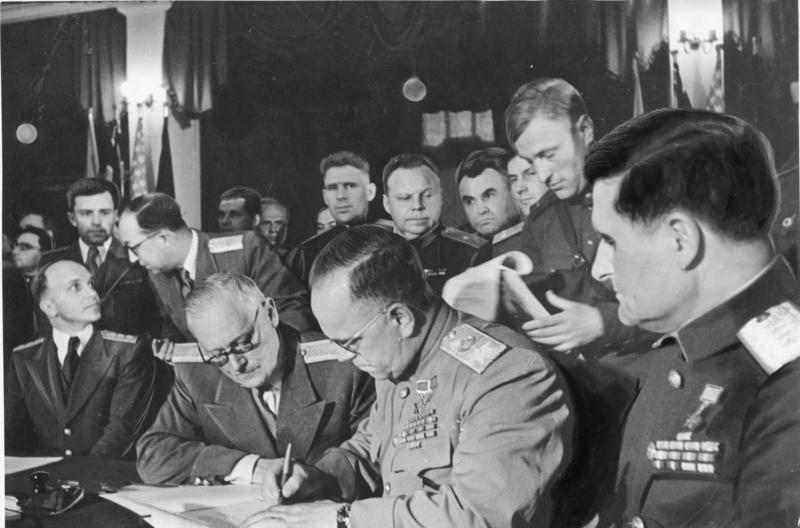
Sokolovski, Zhúkov y Andréi Vyshinski en la capitulación de Alemania (de dcha.a izda.).

| Nombre                                         | Periodo                                        |
| ---------------------------------------------- | ---------------------------------------------- |
| Gobernador militar                             |                                                |
| Gueorgui Konstantínovich Zhúkov                | 9 de junio de 1945 - 10 de abril de 1946       |
| Vasili Danílovich Sokolovski                   | 10 de abril de 1946 - 29 de marzo de 1949      |
| Vasili Ivánovich Chuikov                       | 29 de marzo - 10 de octubre de 1949            |
| Presidente de la Comisión de control soviética |                                                |
| Vasili Ivánovich Chuikov                       | 10 de octubre de 1949 - 28 de mayo de 1953     |
| Alto comisionado                               |                                                |
| Vladímir Semiónovich Semiónov                  | 28 de mayo de 1953 - 16 de julio de 1954       |
| Gueorgui Maksímovich Pushkin                   | 16 de julio de 1954 - 20 de septiembre de 1955 |